# Slovenska republiška liga 1979-1980
La Slovenska republiška nogometna liga 1979./80. (it. "Campionato calcistico della Repubblica di Slovenia 1979-80") fu la trentaduesima edizione del campionato della Repubblica Socialista di Slovenia. Era uno dei gironi delle Republičke lige 1979-1980, terzo livello della piramide calcistica jugoslava.
Il campionato venne vinto dal Mercator, al suo quarto titolo nella slovenia repubblicana.

Questo successo diede ai bianco-rossi la promozione diretta in Druga Liga 1980-1981, ove approdarono col nome "Svovoda" a causa della perdita dello sponsor Mercator.
Il capocannoniere del torneo fu Dušan Poljanšek, del Mercator, con 20 reti.
Questa fu la prima edizione, dopo tre anni, senza le "selezioni regionali" nate dalle decisioni di Portorose. Le società erano tornate al vecchio status e rinacquero anche le divisioni inferiori.

## Squadre partecipanti
| Squadra    | Città             | Stagione 1978-79 | Stagione 1978-79         |
| Squadra    | Città             | Pos.             | Divisione                |
| ---------- | ----------------- | ---------------- | ------------------------ |
| Mercator   | Lubiana           | 18°              | Druga liga Ovest         |
| Izola      | Isola d'Istria    | 2°               | Superliga                |
| Mura       | Murska Sobota     | 3º               | Superliga                |
| Lendava    | Lendava           | 4º               | Superliga                |
| Vozila     | Nova Gorica       | 5º               | Superliga                |
| Slovan     | Lubiana           | 6º               | Superliga                |
| Šmartno    | Šmartno ob Paki   | 1°               | Liga za opstanak - Istok |
| Drava      | Ptuj              | 2°               | Liga za opstanak - Istok |
| Unior      | Slovenske Konjice | 3°               | Liga za opstanak - Istok |
| Železničar | Maribor           | 4º               | Liga za opstanak - Istok |
| Triglav    | Kranj             | 2°               | Liga za opstanak - Zapad |
| Ilirija    | Lubiana           | 3°               | Liga za opstanak - Zapad |

## Classifica
|                      | Pos. | Squadra            | Pt | G  | V  | N | P  | GF | GS | DR  |
| -------------------- | ---- | ------------------ | -- | -- | -- | - | -- | -- | -- | --- |
|                      | 1.   | Mercator           | 34 | 22 | 16 | 2 | 4  | 72 | 22 | +50 |
|                      | 2.   | Slovan Lubiana     | 31 | 22 | 12 | 7 | 3  | 47 | 23 | +24 |
|                      | 3.   | Izola              | 26 | 22 | 10 | 6 | 6  | 35 | 27 | +8  |
|                      | 4.   | Železničar Maribor | 26 | 22 | 10 | 6 | 6  | 31 | 25 | +6  |
|                      | 5.   | Mura               | 25 | 22 | 10 | 5 | 7  | 47 | 38 | +9  |
|                      | 6.   | Šmartno ob Paki    | 22 | 22 | 9  | 4 | 9  | 46 | 35 | +11 |
|                      | 7.   | Vozila             | 20 | 22 | 7  | 6 | 9  | 20 | 30 | −10 |
|                      | 8.   | Ilirija            | 18 | 22 | 6  | 6 | 10 | 26 | 38 | −12 |
|                      | 9.   | Lendava            | 18 | 22 | 7  | 4 | 11 | 21 | 13 | −12 |
|                      | 10.  | Triglav            | 18 | 22 | 7  | 4 | 11 | 29 | 46 | −17 |
|                      | 11.  | Drava Ptuj         | 17 | 22 | 6  | 5 | 11 | 19 | 30 | −11 |
|                      | 12.  | Unior Konjice      | 9  | 22 | 3  | 3 | 16 | 20 | 67 | −47 |
| Fonte: sportsport.ba |      |                    |    |    |    |   |    |    |    |     |

Legenda:
      Promosso in Druga Liga 1980-1981.
      Retrocesso nella divisione inferiore.
Note:
Due punti a vittoria, uno a pareggio, zero a sconfitta.

## Divisione inferiore
Con la soppressione delle selezioni regionali ed il ritorno delle società al vecchio status, tornarono anche le divisioni inferiori, dopo tre anni di tornei non ufficiali. La seconda serie slovena cambiò il nome da Zonska liga ("lega di zona") a Območna liga ("lega regionale").
| Girone                                                                  | Vincitore      | 2º posto       | 3º posto     |
| ----------------------------------------------------------------------- | -------------- | -------------- | ------------ |
| Območna liga Ovest                                                      | Koper          | Jesenice       | Bela Krajina |
| Območna liga Est                                                        | Kladivar Celje | Elkroj Mozirje | Litija       |
| In grassetto le squadre promosse in Slovenska republiška liga 1980-1981 |                |                |              |